# Basilika von Aquileia
Die romanische Basilika von Aquileia oder Basilika Santa Maria Assunta von Aquileia ist die ehemalige Patriarchalbasilika des Patriarchats von Aquileia und Hauptkirche der italienischen Stadt Aquileia. Sie gehört zum UNESCO-Weltkulturerbe und trägt den kirchlichen Titel einer Basilica minor.

## Geschichte
Bereits um 300 ließ der damalige Bischof Theodorus an der Stelle eines älteren Gebäudes eine Kirche in Form einer Basilika errichten, wovon eine Inschrift des Mosaikfußbodens zeugt. Finanziert wurde der Mosaikboden wie vermutlich auch die gesamte Kirche durch die Spenden einzelner Gemeindeglieder, deren Namen teilweise erhalten sind.
Das heutige Bauwerk wurde im 11. Jahrhundert errichtet. Der aus Deutschland stammende Patriarch Poppo brachte als Vorbild für die Kirche Architektur aus Niedersachsen nach Italien. 1021–1031 wurde die Basilika von Aquileia nach dem Vorbild der Michaeliskirche in Hildesheim errichtet, die 1010–1033 erbaut worden war, also nur zehn Jahre älter ist. Ein entscheidender Unterschied besteht allerdings zum deutschen Vorbild: St. Michael in Hildesheim ist eine doppelchörige Anlage mit Ost- und Westchor, was dem ganzen Bau eine majestätische Symmetrie gibt. Das entsprach offenbar nicht dem italienischen Formempfinden; womöglich bestand für eine Westapsis auch liturgisch kein Bedarf. In Aquileia ist kein Westchor vorhanden. Dafür wurde ein Campanile errichtet.

## Architektur

### Grundsätzliches

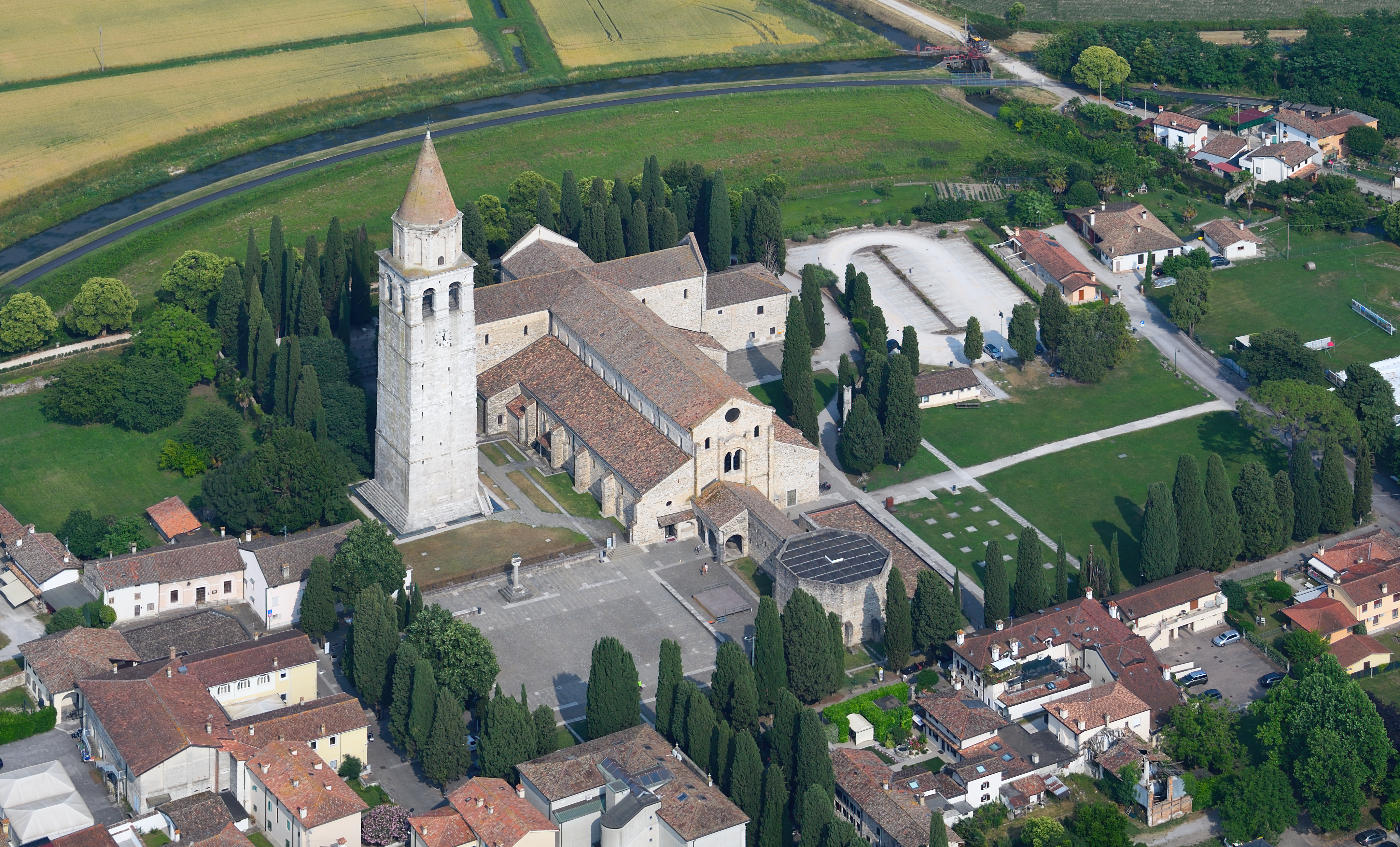
Luftbild der Basilika und des Kirchturms (2025)

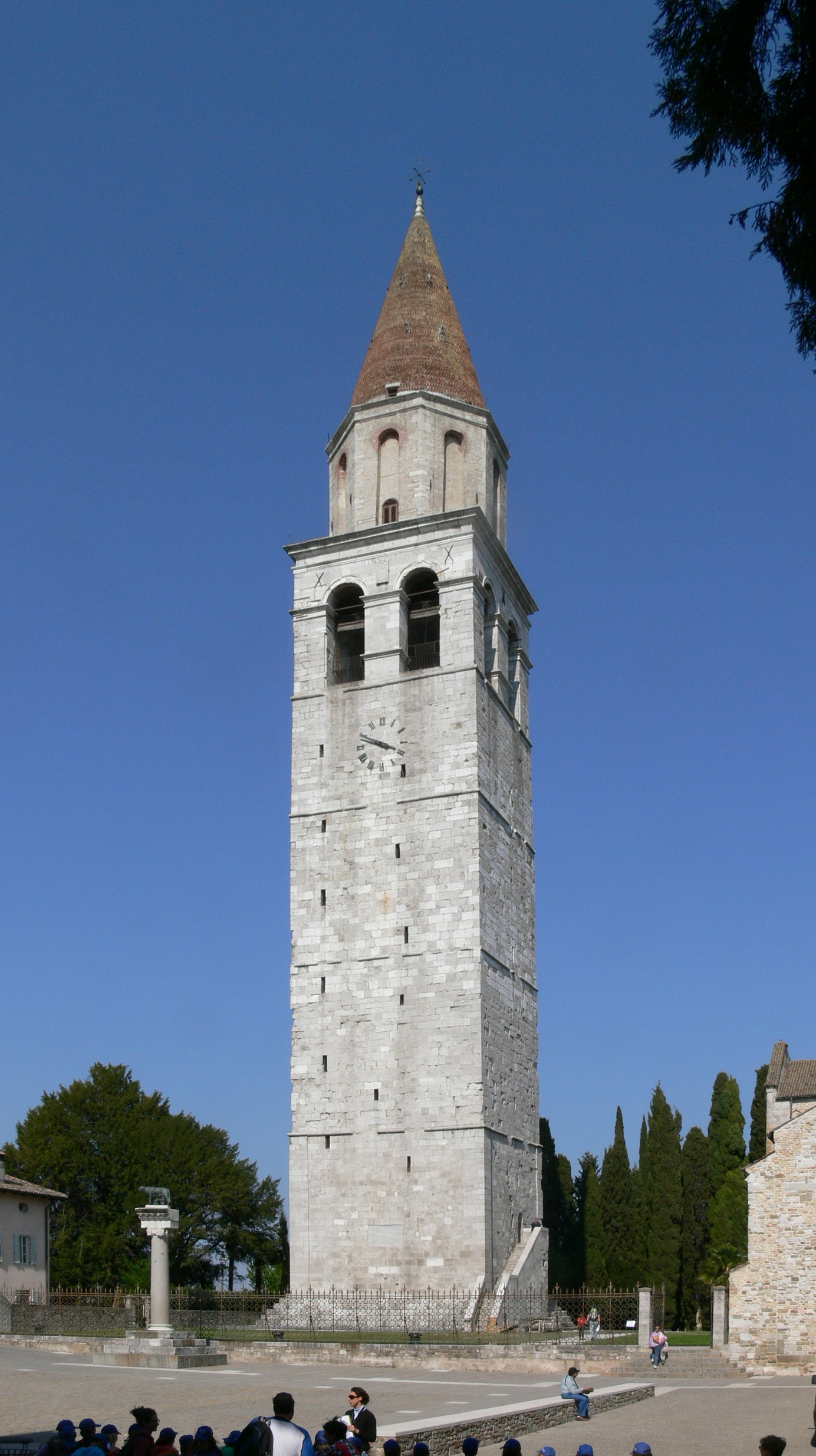
Kirchturm der Basilika von Aquileia (Foto: 2011)

Die Vorhalle stammt noch aus dem 9. Jahrhundert. Sie war eine Verbindung zur frühchristlichen Taufkapelle aus dem 5. Jahrhundert. Die Fassade ist im romanisch-gotischen Stil ausgeführt. Das Innere besteht aus einem Haupt- und zwei Nebenschiffen. Das Langhaus zeigt den typischen romanischen Aufriss, hier allerdings mit besonders kleinen Fenstern. Die Dimensionen der Basilika sind mit einer Länge von 65,50 m, einer Breite von 30 m und einer Höhe von 23 m für die Bauzeit bemerkenswert.
Die Mosaiken stammen aus dem 4. Jahrhundert, die Fresken aus verschiedenen Epochen, von der frühchristlichen Zeit bis ins 12. Jahrhundert, während die hölzerne Decke auf das Jahr 1526 datiert werden kann.

### Die Mosaiken

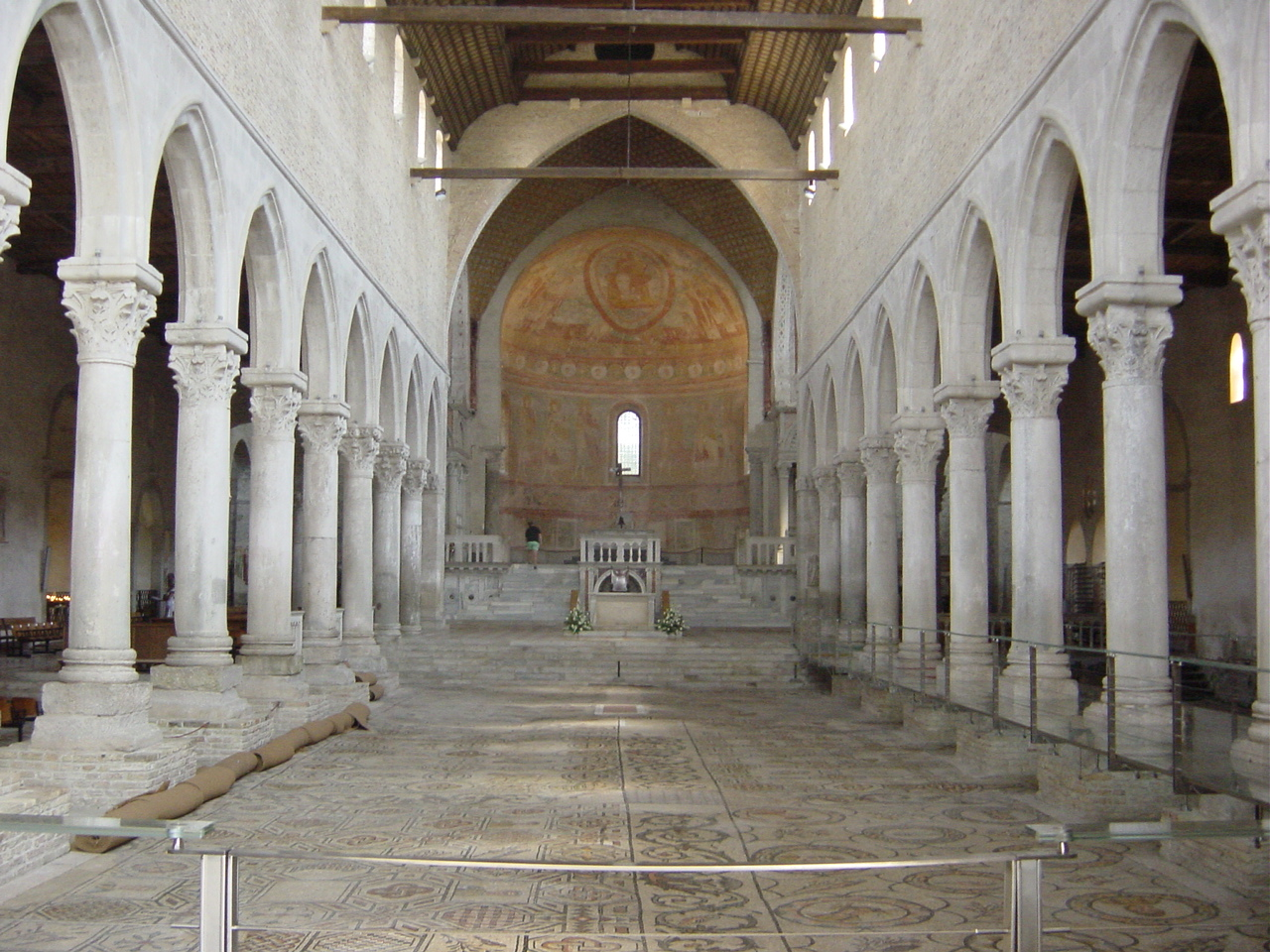
Blick in das Hauptschiff

Berühmt ist Aquileia vor allem wegen seiner Mosaikböden, die aus verschiedenen Zeitepochen stammen und in mehreren Schichten übereinander liegen. Die größte Fläche stammt aus der Zeit des Bischofs Theodorus um 300, sie werden daher die „theodorischen Mosaiken“ genannt. Die späteren Bauten des 11. Jahrhunderts wurden noch über diese theodorischen Mosaiken gesetzt.
Das mittlerweile leicht wellige unterirdische Gelände des Campanile, welches zusammen mit den Mosaiken freigelegt wurde, kann auf Glasstegen besichtigt werden.

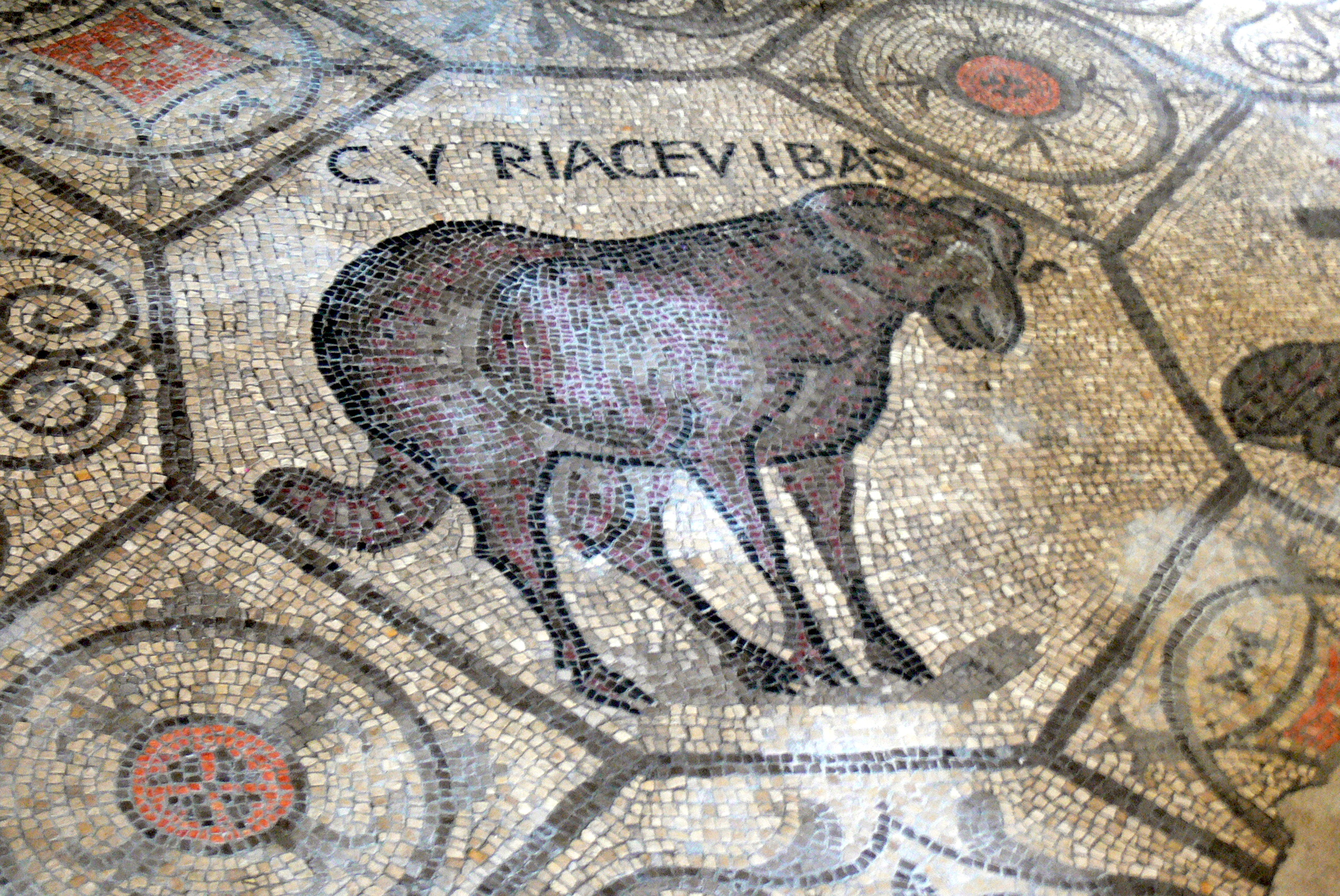
Frühchristliche Fußbodenmosaike

Die Nordhalle am Campanile besaß 645 m² Mosaikboden mit geometrischen Formen und mit Tieren in betont ruhiger Haltung, welche den Charakter des friedlichen Zusammenlebens im Geiste der neuen christlichen Religion versinnbildlichen sollte. In der Fachliteratur wird sehr vorsichtig darüber diskutiert, welche Bedeutungen sich in diesen Formen verdichten könnten, weil aus dem frühen Christentum nicht immer hinreichende Quellen zu Bildbedeutungen bekannt sind.
Beispielsweise befindet sich in der Nordhalle in einem Achteck die Darstellung eines Kampfes zwischen einer Schildkröte und einem Hahn, der den ewigen Kampf zwischen Licht (Hahn) und Schatten (Schildkröte) symbolisieren soll. Der Pokal oberhalb der Säule dürfte der Siegespreis sein. Der Pokal wurde auch in heidnischen Religionen bevorzugt dargestellt, in denen die klare Verständlichkeit der Symbole geschätzt wurde.

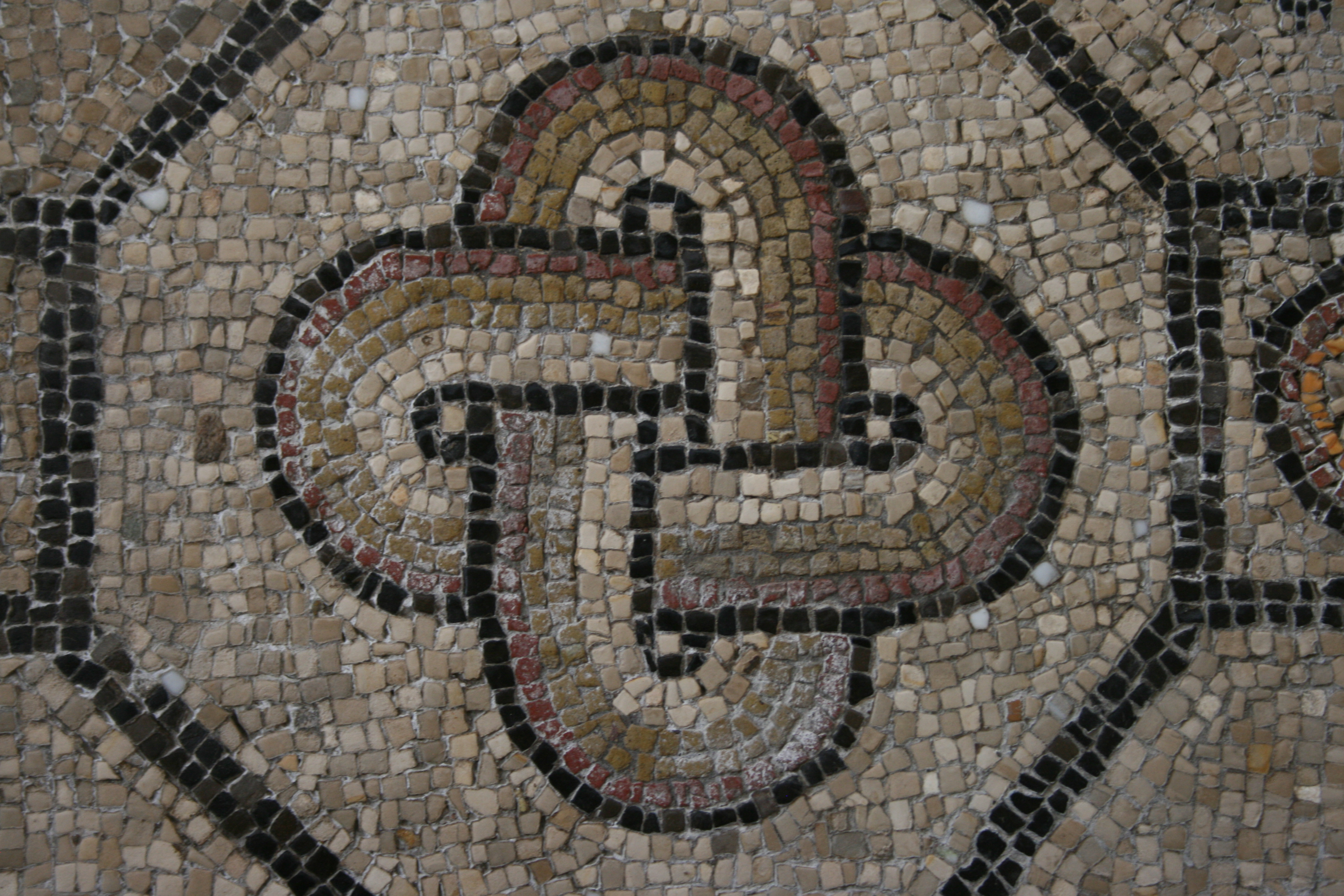
Mosaik

Der neuere Mosaikboden arbeitet mit rein geometrisch-ornamentaler Gestaltung der nach-theodorischen Phase, welche nicht genau datiert werden kann. Theodorus hatte um 300 n. Chr. eine römische Villa erworben, um auf diesem Gelände seine Hallen zu erbauen. Der Mosaikboden der römischen Periode wurde mit Erde überschüttet und blieb daher erhalten. Er ist hier nur an einigen Stellen zu sehen, weil das frühchristliche Mosaik darüber liegt. Wahrscheinlich ist er aber unter diesem noch weitgehend vorhanden. Außerhalb des Kirchenbereiches auf der anderen Seite der heutigen Straße kann man römische Mosaiken dagegen noch gut erkennen.
Das wichtigste Mosaik der ganzen Anlage befindet sich im Hauptschiff und bedeckt den gesamten Boden der Basilika. Diese christlichen Mosaiken wurden erst 1909–1912 aufgedeckt, dabei wurde der gesamte Kirchenboden tiefergelegt. Man hatte nämlich im 11. Jahrhundert beim Bau der Basilika ebenfalls wieder Erde aufgeschüttet und die neue Anlage auf dieser ungefähr einen halben Meter dicken Schicht errichtet. Man kann an den Säulen des Mittelschiffes erkennen, dass sie auf quadratischen Podesten stehen. Um diesen Betrag lag der frühere Boden niedriger.
Bei den Säulen handelt es sich um Spolien, die nicht für diesen Bau eigens hergestellt, sondern aus einem älteren römischen Bau übernommen wurden.
Das Bodenmosaik erstreckt sich auf einer Fläche von 750 m² und unterteilt sich in insgesamt neun zusammengehörende Felder. Die einzelnen Steine sind nicht gefärbt, sondern nach ihrer natürlichen Farbe ausgesucht.
Im Mittelfeld rechts befindet sich die Victoria christiana, das Symbol für das siegreiche Christentum. Dargestellt ist ein blondes Mädchen, das mit seiner Rechten einen Lorbeerkranz reicht. Es hat blaue Flügel und hält in der linken Hand einen Palmenzweig. Umgeben ist das Mädchen von Spenden: Blumen, Früchte und Weintrauben. Dabei wurde die klassische Siegesgöttin, die Nike oder Viktoria in einer christlichen Interpretation umgeformt. Dieser Vorgang einer christlichen Umprägung antiker Motive ist auch in Ravenna und an vielen anderen frühchristlichen Stätten zu beobachten.
Das zentrale Thema des Mosaiks stellen Ausschnitte aus der Jonaslegende dar. Die Aussage dieser Geschichte verweist auf die christologischen Motive Tod, (Verschluckung des Jonas) Auferstehung (Ausspeiung des Jonas) und Himmelfahrt (Traum des Jonas). Es wird von antiken Fischerszenen umrahmt: Zwölf Engel fischen aus einem Meer von lebensechten Fischen, die dem Meister des Meeres zugeschrieben sind.

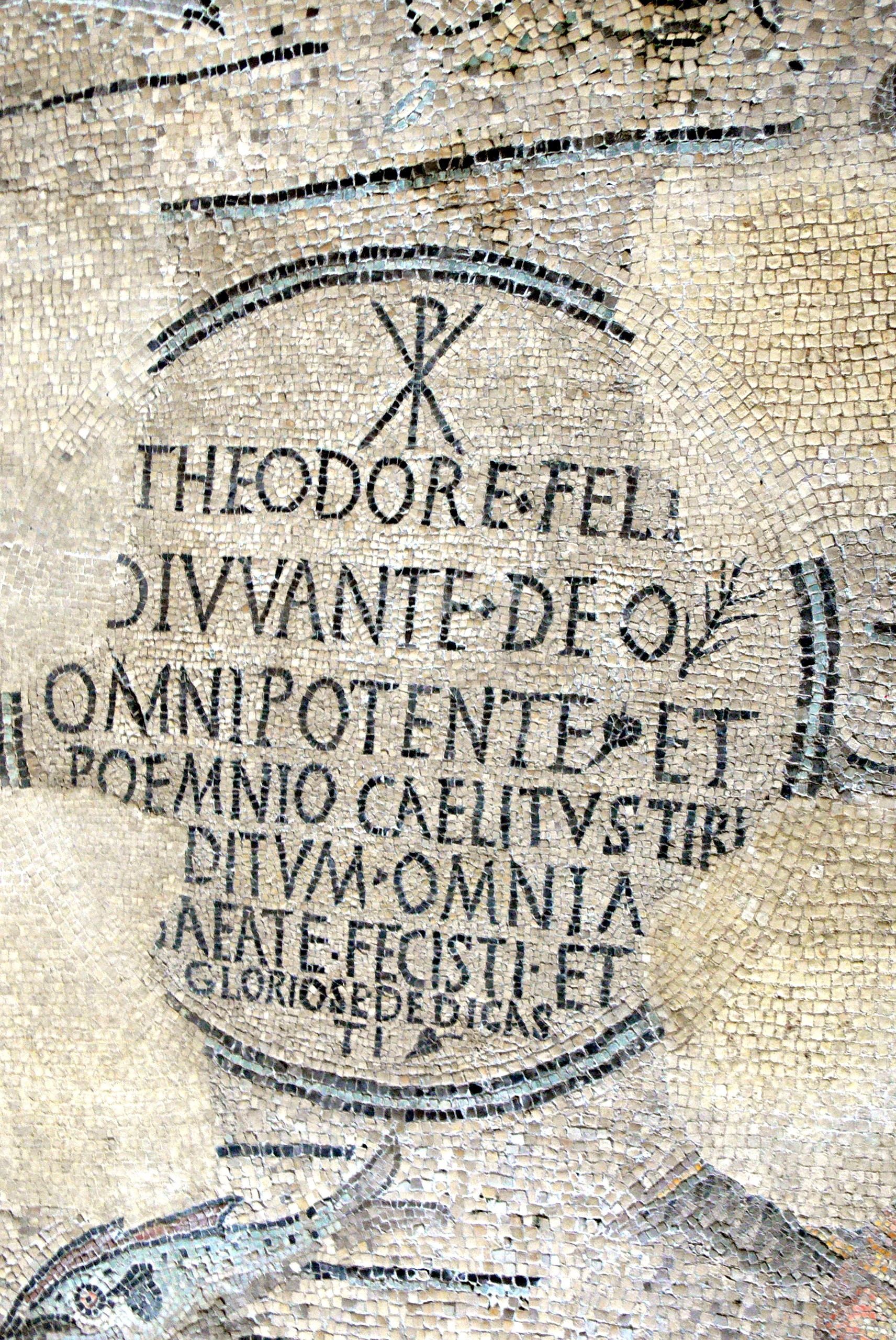
Inschrift für Theodorus

In der linken Mitte befindet sich die Nachbildung eines Grabsteines, der die Gruft des 1042 gestorbenen Patriarchen Poppo bedeckte. Offensichtlich ist dazu der bereits bestehende Mosaikboden hier aufgebrochen worden. In der Mitte des rechten Randes erkennt man eine Inschrift, die von dem konstantinischen Christusmonogramm bekrönt wird. Die Inschrift erinnert daran, dass dieses ganze Werk unter Bischof Theodorus entstanden ist. Übersetzt lautet sie: „Heil dir, Theodorus! Mit Hilfe des Allmächtigen und der vom Himmel dir anvertrauten Herde hast du alles glücklich ausgeführt und glorreich eingeweiht.“ Der Text lässt vermuten, dass die Inschrift nach dem Tod des Theodorus 319 angebracht worden war. Für die Historiker ist dies das erste Dokument einer organisierten christlichen Gemeinde, bestehend aus einem Bischof und Gläubigen in Aquileia.
Im rechten Seitenschiff befindet sich eine „Kasten-Orgel“ aus dem späten 19. Jahrhundert, die von der Wiener Orgelbaufirma Johann M. Kauffmann hergestellt wurde.

### Die Maxentische Krypta

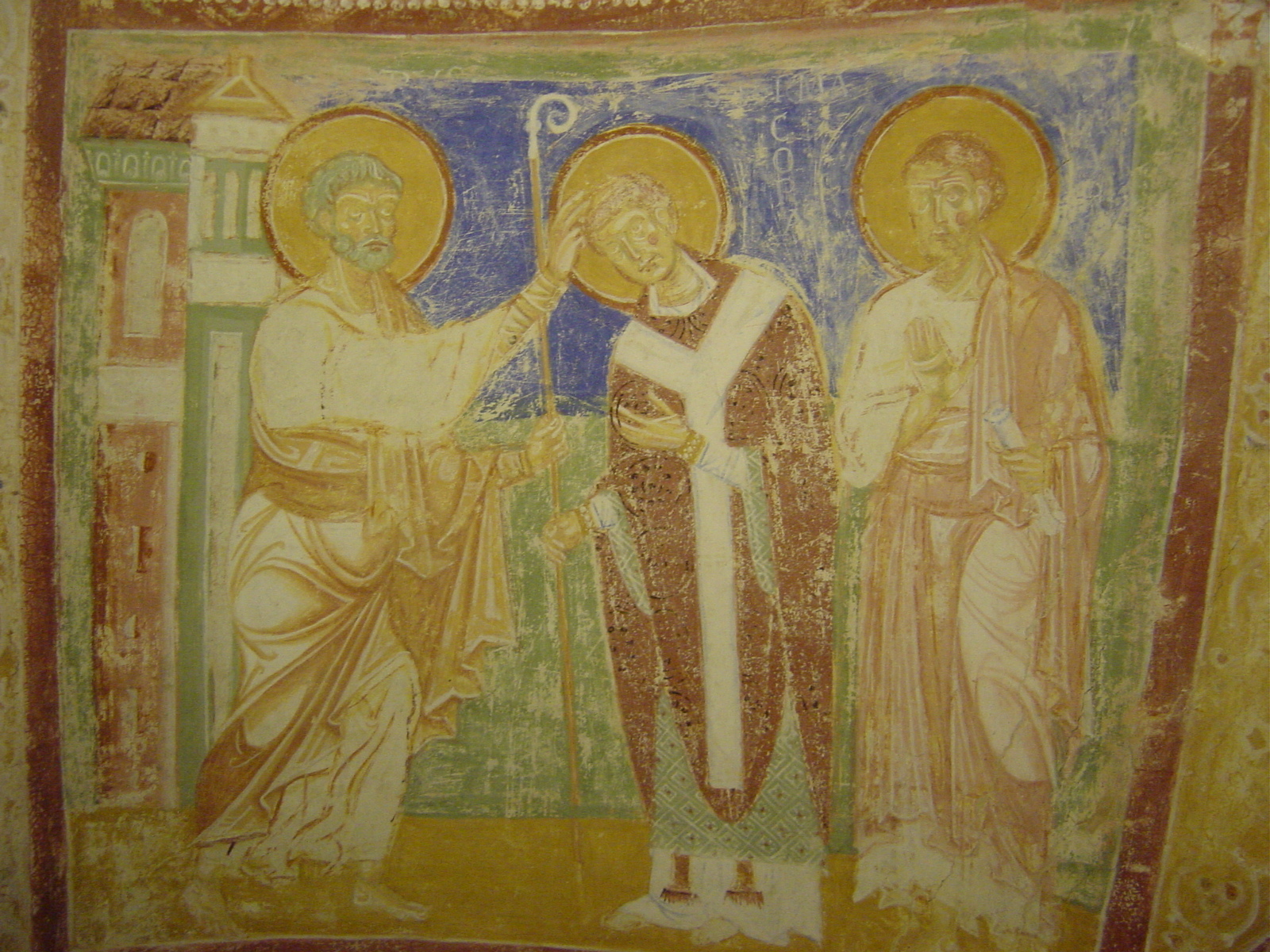
Hermagoras wird in Anwesenheit des Markus durch Simon Petrus zum Bischof geweiht.

Diese „Maxentische Krypta“ wurde auf Wunsch des Patriarchen Maxentius (811–833) errichtet. Die Wände der halbrunden Krypta werden durch Arkaden auf Halbsäulen gegliedert, welche mit sechs frei stehenden Säulen den Raum dreischiffig teilen.
Im Auftrag von Patriarch Ulrich II. wurde um 1180 der gesamte Raum mit meisterhaft ausgeführten Fresken ausgeschmückt. Sie sind von einer Werkstatt mit Freskenmalern mit heterogener Ausbildung im byzantinisch-venezianischen Stil ausgeführt. Stilistisch ist die Ausführung eng mit der Mosaikkunst des Markusdoms in Venedig verbunden. Die dargestellten Themen sind die Leiden Christi und die Geschichte des Hl. Hermagoras, des ersten Märtyrers von Aquileia.
Der Erhaltungszustand dieser Fresken ist außergewöhnlich gut. Der byzantinische Einfluss ist besonders in der Szene der Kreuzabnahme nicht zu übersehen.